# Модель данных
В классической теории баз данных, моде́ль да́нных есть формальная теория представления и обработки данных в системе управления базами данных (СУБД), которая включает, по меньшей мере, три аспекта:
- аспект структуры: методы описания типов и логических структур данных в базе данных;
- аспект манипуляции: методы манипулирования данными;
- аспект целостности: методы описания и поддержки целостности базы данных.

Аспект структуры определяет, что из себя логически представляет база данных.
Аспект манипуляции определяет способы перехода между состояниями базы данных (то есть способы модификации данных) и способы извлечения данных из базы данных.
Аспект целостности определяет средства описаний корректных состояний базы данных.
Модель данных — абстрактное, самодостаточное, логическое определение объектов, операторов и прочих элементов, в совокупности составляющих абстрактную машину доступа к данным, с которой взаимодействует пользователь. Эти объекты позволяют моделировать структуру данных, а операторы — поведение данных.
Каждая БД и СУБД строится на основе некоторой явной или неявной модели данных. Все СУБД, построенные на одной и той же модели данных, относят к одному типу. Например, основой реляционных СУБД является реляционная модель данных, сетевых СУБД — сетевая модель данных, иерархических СУБД — иерархическая модель данных и т. д.

## О терминологии
В литературе, статьях и в обиходной речи иногда встречается использование термина «модель данных» в смысле «схема базы данных» («модель базы данных»). Такое использование является неверным, на что указывают многие авторитетные специалисты, в том числе К. Дж. Дейт, М. Р. Когаловский, С. Д. Кузнецов. Модель данных есть теория, или инструмент моделирования, в то время как модель базы данных (схема базы данных) есть результат моделирования. По выражению К. Дейта соотношение между этими понятиями аналогично соотношению между языком программирования и конкретной программой на этом языке.
М. Р. Когаловский поясняет эволюцию смысла термина следующим образом. Первоначально было то понятие модели данных употреблялось как синоним структуры данных в конкретной базе данных. В процессе развития теории систем баз данных термин «модель данных» приобрел новое содержание. Возникла потребность в термине, который обозначал бы инструмент, а не результат моделирования, и воплощал бы, таким образом, множество всевозможных баз данных некоторого класса. Во второй половине 1970-х годов во многих публикациях, посвященных указанным проблемам, для этих целей стал использоваться все тот же термин «модель данных». В настоящее время в научной литературе термин «модель данных» трактуется в подавляющем большинстве случаев в инструментальном смысле (как инструмент моделирования).
Тем не менее, длительное время термин «модель данных» использовался без формального определения. Одним из первых специалистов, который достаточно формально определил это понятие, был Э. Кодд. В статье «Модели данных в управлении базами данных» он определил модель данных как комбинацию трёх компонентов:
- коллекции типов объектов данных, образующих базовые строительные блоки для любой базы данных, соответствующей модели;
- коллекции общих правил целостности, ограничивающих набор экземпляров тех типов объектов, которые законным образом могут появиться в любой такой базе данных;
- коллекции операций, применимых к таким экземплярам объектов для выборки и других целей[4].

## Примеры
Различают как минимум следующие модели данных:
- Логические модели:
  - Иерархическая модель
  - Сетевая модель
  - Реляционная модель
  - Модель «сущность — связь» (ER)
  - Модель «сущность — атрибут — значение»[англ.] (EAV)
  - Объектно-ориентированная модель (из ООП)
  - Документная модель
  - Звёздная модель и модель снежинки
- Физические модели:
  - Плоская модель[англ.]
  - Табличная модель
  - Инвертированная модель
- Прочие модели:
  - Ассоциативная модель[англ.]
  - Корреляционная модель[англ.]
  - Семантическая модель[англ.]
  - Модель XML[англ.]
  - MultiValue[англ.]
  - Семантическая паутина и именованные графы[англ.]
  - Склад троек